# 이채필
이채필(李埰弼, 1956년 4월 28일 ~ )은 대한민국의 제3대 고용노동부 장관 등을 역임한 공무원이었고, 현재 안전생활실천시민연합 공동대표이다. 본관은 학성이며, 경상남도 울주군 출생이다.

## 학력
- 청량초등학교
- 울산제일중학교
- 고등학교 과정 검정고시
- 영남대학교 행정학 학사
- 서울대학교 행정대학원 행정학 석사

## 경력
- 1981.12 : 제25회 행정고시 합격
- 1982.03 ~ 1992.09 : 노동부 근로기준국·직업안정국·노동보험국 사무관, 인천지방노동위원회 사무국장
- 1992.09 ~ 1993.02 : 대통령비서실 행정관
- 1993.03 ~ 1994.11 : 대통령비서실 행정관
- 2002.01 ~ 2002.06 : 대통령비서실 선임행정관
- 2004.02 ~ 2005.01 : 노동부 산업안전국장
- 2005.01 ~ 2006.01 : 노동부 고용정책실 고용정책관
- 2007.01 ~ 2008.03 : 노동부 고용정책실 직업능력정책관
- 2008.03 ~ 2009.04 : 노동부 노사협력정책국장
- 2009.05 ~ 2010.03 : 노동부 기획조정실장
- 2010.02 ~ 2010.03 : 노동부 노사정책실장 직무대리 겸직
- 2010.03 ~ 2010.03 : 노동부 노사정책실장
- 2010.03 ~ 2010.07 : 노동부 차관
- 2010.07 ~ 2011.05 : 고용노동부 차관
- 2011.05 ~ 2013.03 : 고용노동부 장관
- 2013.03 ~ 2015.03 : 서울대학교 행정대학원 초빙교수
- 2013.03 ~ 2015.03 : (재)한국장애인재단 이사장
- 2015.04 ~ 2016 : 경상일보 대표이사
- 2017.02 ~ 2020.02 : (사)안전생활실천시민연합 공동대표
- 2017.03 ~ 2020.02 : 롯데하이마트 사외이사
- 2017.08 ~ 2020.08 : 안전문화운동추진 중앙협의회 공동위원장
- 2016.06 ~ : 미래안전문화포럼 총괄고문
- 2023.04 ~ : 사회복지공동모금회 이사
- 2023.06 ~ : 고려대학교 노동대학원 노동복지 정책학과 특임교수
- 2023.07 ~ : 일자리연대 상임대표

## 논란

### 양대노총 와해공작 의혹
이명박 정부 시절 이뤄진 국정원의 노조 분열 공작에 관여한 혐의로 검찰에 소환조사를 받았다. 차관으로 재직하던 2011년에 국민노총 조직 설립과 초기 운영에 필요한 자금을 국정원 특수활동비에서 3억원을 요구하여 국민노총 측에 전달한 혐의를 받고 있다.
2020년 2월 7일 1심에서 이채필 전 고용노동부 장관은 징역 1년2월의 실형을 선고받고 법정에서 구속됐다. 재판부는 “불법적인 제3노총 설립에 관여한 일에 노동부 수장이 중요한 역할을 한 것 자체가 이 사건의 위법성을 상징하고 있다”며 이같이 선고했다.